# Tealeaf
Tealeafは、IBMが開発する顧客体験分析ソフトウェアである。
元は独立した企業であったが、後述の通りIBMに買収された。

## 概要
Software as a Service (SaaS) とオンプレミスの両方で利用ができる。
製品では、実際のユーザーの視点からウェブサイトとのやりとりをキャプチャすることができる。
顧客の訪問のセッションの詳細をキャプチャ、分析、再生してサイトのエラーや問題を発見し、顧客エクスペリエンスを可視化することができる。
Webベースのソフトウェアを開発する際に問題が発生した場合、そのままではユーザーから報告された問題を再現することは非常に難しいとされるため、ウェブサイトが飛行機のそれに似た「ブラックボックス」を持たせ、ユーザーの訪問時に何が起こったのかを理解しやすくする。
また、すべてのHTMLをネットワークレベルで記録し、後で検索して検証できるようになっている。この技術はもともとソフトウェア開発者を支援するために作成されたものであるが、ビジネスユーザー、コールセンター、組織内の法務コンプライアンスグループによって使用されるようになっている。

## 歴史
Tealeafは、1999年11月にRobert Wenig,Randi Barshack,Igor Tsyganskiyによって設立された。
2012年5月1日、TealeafはIBMによる買収に同意した。 買収の詳細は開示されておらず、2012年6月13日に買収取引は完了した。
Tealeafは現在、IBMの顧客分析ポートの主要製品であり、Coremetrics ウェブ解析技術も含まれている。2014年後半にIBMは、SaaSベースのバージョンのTealeafを導入し、オンデマンド展開モデルを補完した。 2016年6月、IBMは、SaaSベースのTealeafを、Webアナリティクスおよびマルチチャネルの分析と組み合わせたIBM Customer Experience Analyticsに統合した。